# Милан Бартош
 Милан Бартош  (Београд, 10. новембар 1901 — Београд, 12. март 1974) био је српски правник, универзитетски професор и академик. Бартош је био професор Правног факултету у Београду и експерт из међународног јавног права и академик.

## Биографија
Милан Бартош професор Правног факултета у Београду, члан САНУ и дописни члан САЗУ и МАНУ; члан Комисије ОУН за међународно право члан Института за међународно право. Милан Бартош је био главни правни саветник у државном секретаријату за иностране послове (ДСИП) до 1962; од 1945. члан делегација СФРЈ на заседањима ОУН.
Његова сестра била је лекар Божана Бартош Михаиловић.
Милан Бартош је добитник Седмојулске награде 1961. и Награде АВНОЈ 1967. године.

## Одабрана дела
Професор Милан Бартош је објавио преко 200 чланака и радова из области међународног јавног права. Његова одбрана дела дела су:
- Експозе о међународном трговачком праву
- Коментар меничног закона, Из међународног приватног права
- Правни положај странаца
- Међународно јавно право